# ماكس إرليخ
ماكس إرليخ (بالإنجليزية: Max Ehrlich)‏ (و. 1892 – 1944 م) هو مخرج أفلام، وممثل مسرحي، وممثل أفلام، وكاتب سيناريو ألماني، ولد في برلين، توفي في معسكر أوشفيتز بيركينو، عن عمر يناهز 52 عاماً.

## وصلات خارجية
- ماكس إرليخ على موقع IMDb (الإنجليزية)
- ماكس إرليخ على موقع ألو سيني (الفرنسية)
- ماكس إرليخ على موقع ميوزك برينز (الإنجليزية)
- ماكس إرليخ على موقع أول موفي (الإنجليزية)
- ماكس إرليخ على موقع قاعدة بيانات الأفلام السويدية (السويدية)
- ماكس إرليخ على موقع ديسكوغز (الإنجليزية)
- ماكس إرليخ على موقع قاعدة بيانات الفيلم (الإنجليزية)
- ماكس إرليخ على موقع كينوبويسك (الروسية)